# NGC 2603
NGC 2603 est une lointaine galaxie compacte située dans la constellation de la Grande Ourse. NGC 2603 a été découverte par le physicien irlandais George Stoney en 1850.

## Caractéristiques
Sa vitesse par rapport au fond diffus cosmologique est de 17 246 ± 10 km/s, ce qui correspond à une distance de Hubble de 254 ± 18 Mpc (∼828 millions d'al).
NGC 2603 est une galaxie active à raies d’émissions optiques étroites (NLAGN pour narrow-line active galactic nucleus). Selon la base de données Simbad, NGC 2603 est une galaxie LINER, c'est-à-dire une galaxie dont le noyau présente un spectre d'émission caractérisé par de larges raies d'atomes faiblement ionisés.